# 池波正太郎時代劇スペシャル「顔」
『池波正太郎時代劇スペシャル「顔」』（いけなみしょうたろうじだいげきすぺしゃる「かお」）は、2016年に時代劇専門チャンネルで放送された単発のテレビ時代劇である。
このドラマは時代劇専門チャンネルとJ:COMが共同制作したオリジナル時代劇で、2016年11月12日に時代劇専門チャンネルで放送された。

## あらすじ
暗い過去を抱え、長く放浪の身であった浪人・木村十蔵は、流れ着いた江戸の地で女房・子供を得て、表向きは剣術指南を生業としている。が、裏では金で殺しを請け負う「仕掛人」という家族に知られてはいけない顔を持っていた。
いずれは江戸を離れて家族との平穏な日常を、と望む十蔵にある日、香具師の元締・暗闇坂の久五郎から新たな仕掛けの依頼が入る。「悪の中でも極悪の者だけを斬る」ことを信条とする十蔵は、仕掛ける相手が市井の商人の仏具屋・八幡屋和助であることに違和感を覚えつつも、一度受けたら断ることの許されない仕事を受ける。

## キャスト
- 木村十蔵：松平健
- 八幡屋和助：石黒賢
- 信吉：小野塚勇人（劇団EXILE）
- お沢：佐藤友紀
- 暗闇坂の久五郎：火野正平
- 伊川梅渓：中村嘉葎雄
- 鬼首の勘兵衛：冨家規政

## スタッフ
- 監督：山下智彦
- 原作：池波正太郎「顔」（講談社文庫『殺しの掟』所収）
- 脚本：金子成人
- 企画・プロデュース：宮川朋之

## シリーズ作品
- 池波正太郎時代劇スペシャル「雨の首ふり坂」 - シリーズ第2弾。2018年1月8日放送。